# 59 Arietis
59 Arietis (59 Ari) es una estrella en la constelación de Aries.
Tiene magnitud aparente +5,93 y se encuentra, de acuerdo a la nueva reducción de datos de paralaje del satélite Hipparcos, a 219 años luz del sistema solar.
59 Arietis es una subgigante amarilla de tipo espectral G6IV; esta clase de estrellas son más brillantes que sus equivalentes de la secuencia principal, pero no tanto como para ser consideradas auténticas gigantes.
59 Arietis tiene una temperatura efectiva de 5093 ± 26 K y su luminosidad es 14 veces mayor que la luminosidad solar.
Tiene un diámetro 5 veces más grande que el diámetro solar y gira sobre sí misma con una velocidad de rotación proyectada —límite inferior de la misma— de 1 km/s.
Sus características son intermedias entre las de κ Delphini y las de 18 Delphini, esta última ya catalogada como una auténtica gigante.
59 Arietis presenta un contenido metálico inferior al solar en un 44%, siendo su índice de metalicidad [Fe/H] = -0,25.
Con una masa de 1,85 masas solares, su edad se cifra en 1320 millones de años.